# 大王貴妃 (宋徽宗)
貴妃王氏（11世纪—12世纪），生卒年月无考。北宋宋徽宗早年的妃嫔，與懿肅貴妃王氏同姓並且初封相似，但並非同一人。鄆王赵楷、崇德帝姬、保淑帝姬、熙淑帝姬、相國公赵梴的生母。
王氏原本與顯肅皇后鄭氏皆為神宗皇后向氏的侍女，徽宗在朝見向皇后時也由兩人服侍，因而產生感情。初封寿昌郡君，建中靖国元年（1101年）十月进美人。同年王氏生下赵楷。崇宁二年（1103年）三月进婉容嫔，三年七月进德妃，四年八月进淑妃。大观元年（1107年）四月，进贵妃。此后，除王贵妃在1112年生下赵梴外，再无相关记录。